# 沃伊切赫·扎布沃茨基
沃伊切赫·扎布沃茨基（波蘭語：Wojciech Zabłocki，1930年12月6日—2020年12月5日），波兰男子击剑运动员和建筑设计师。他曾代表波兰参加1952年、1956年、1960年和1964年夏季奥林匹克运动会击剑比赛，获得二枚银牌和一枚铜牌。他曾参与设计叙利亚总统府人民宫的设计。